# Argyra argyria
Argyra argyria är en styltfluga som beskrevs 1824 av Johann Wilhelm Meigen. Arten ingår i släktet Argyra och familjen styltflugor. Inga underarter finns listade i Catalogue of Life.
Arten förekommer i Europa och norra Afrika. Utbredningsområdet sträcker sig från norra Skandinavien och söderut, via Storbritannien, utmed västra Europa till Marocko och Kanarieöarna.
Artens livsmiljö är strandskogar och översvämningsskogar vid sötvatten.